# 단위결실

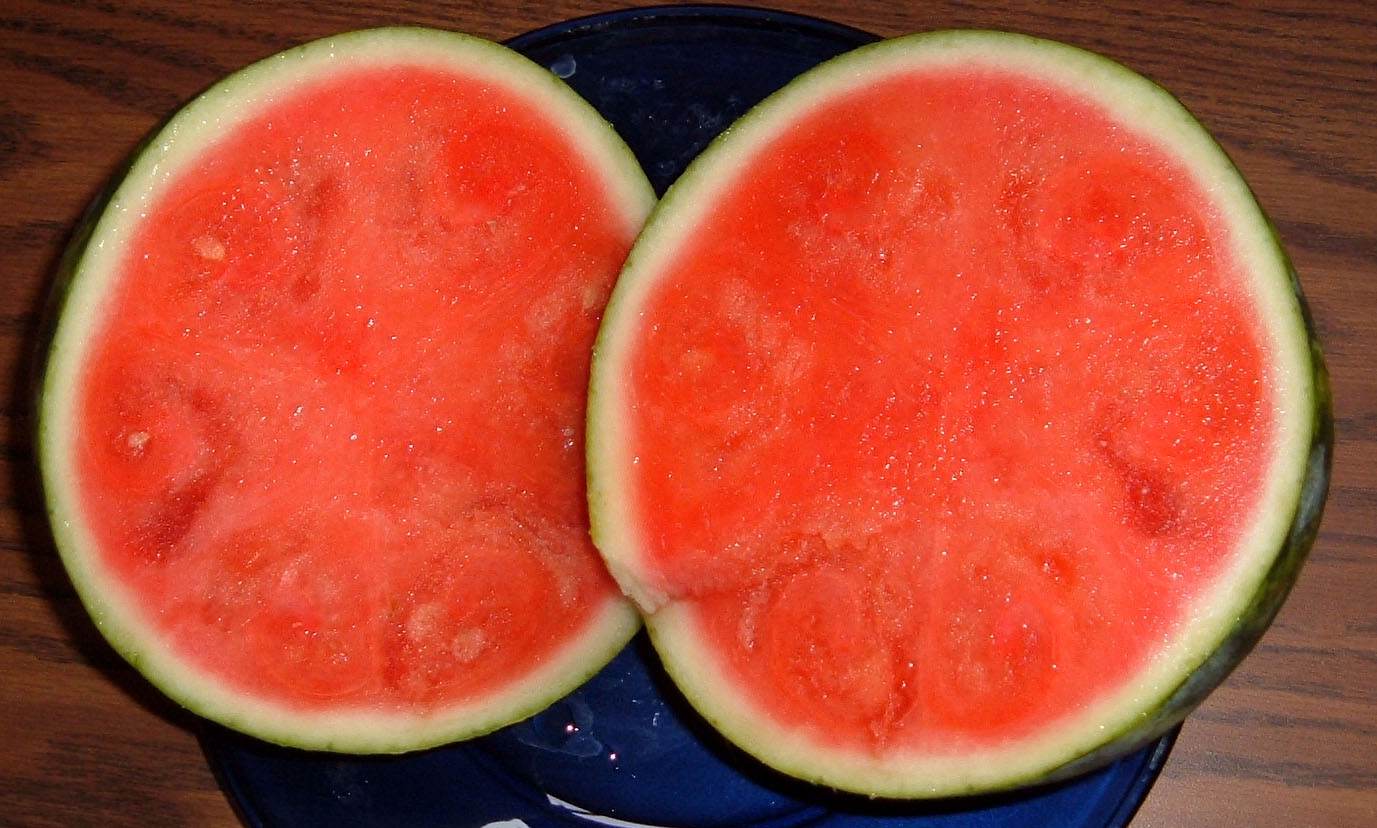
씨없는 수박

단위결실(parthenocarpy) 또는 단위결과는  식물학 및 원예학에서 밑씨의 수정 없이 과일을 씨앗 없이 만드는 자연적이거나 인위적으로 유도된 과일 생산이다. 이 현상은 고대부터 관찰되어 왔지만 1902년 독일의 식물학자 프리츠 놀(Fritz Noll)이 처음으로 과학적으로 기술했다.
위단위결과(Stenospermocarpy)는 겉보기에 씨 없는 열매를 생산할 수도 있지만 실제로는 씨가 아직 작을 때 결실을 맺지 못한다. 단위결과(또는 위단위결과)는 때때로 자연의 돌연변이로 발생한다. 모든 꽃에 영향을 미치면 식물은 더 이상 유성생식을 할 수 없으나 아포믹시스나 영양 수단으로 번식할 수 있다. 이에 대한 예로는 유성생식만을 위한 것이 아니라 번식을 위해 핵배아를 거치고 씨 없는 열매를 생산할 수 있는 많은 감귤류 품종이 포함된다.